# Stone Lake (Wisconsin)
Stone Lake – jednostka osadnicza w Stanach Zjednoczonych, w stanie Wisconsin, w hrabstwie Washburn.